# Arbent
Arbent is een gemeente in het Franse departement Ain (regio Auvergne-Rhône-Alpes). De gemeente telde 3.482 inwoners op 1 januari 2022.
In Arbent wordt net als in buurgemeente Oyonnax plastic geproduceerd.

## Geografie
De oppervlakte van Arbent bedroeg op 1 januari 2022 23,49 vierkante kilometer; de bevolkingsdichtheid was toen 148,2 inwoners per km². Arbent ligt in de landstreek Haut-Bugey. De Merdançon, een zijrivier van de Bienne, stroomt door de gemeente. Het hoogste punt van de gemeente is de Mont de la Chaux (1101 meter). 1800 hectare van de Arbent is bebost.
De onderstaande kaart toont de ligging van Arbent met de belangrijkste infrastructuur en aangrenzende gemeenten.

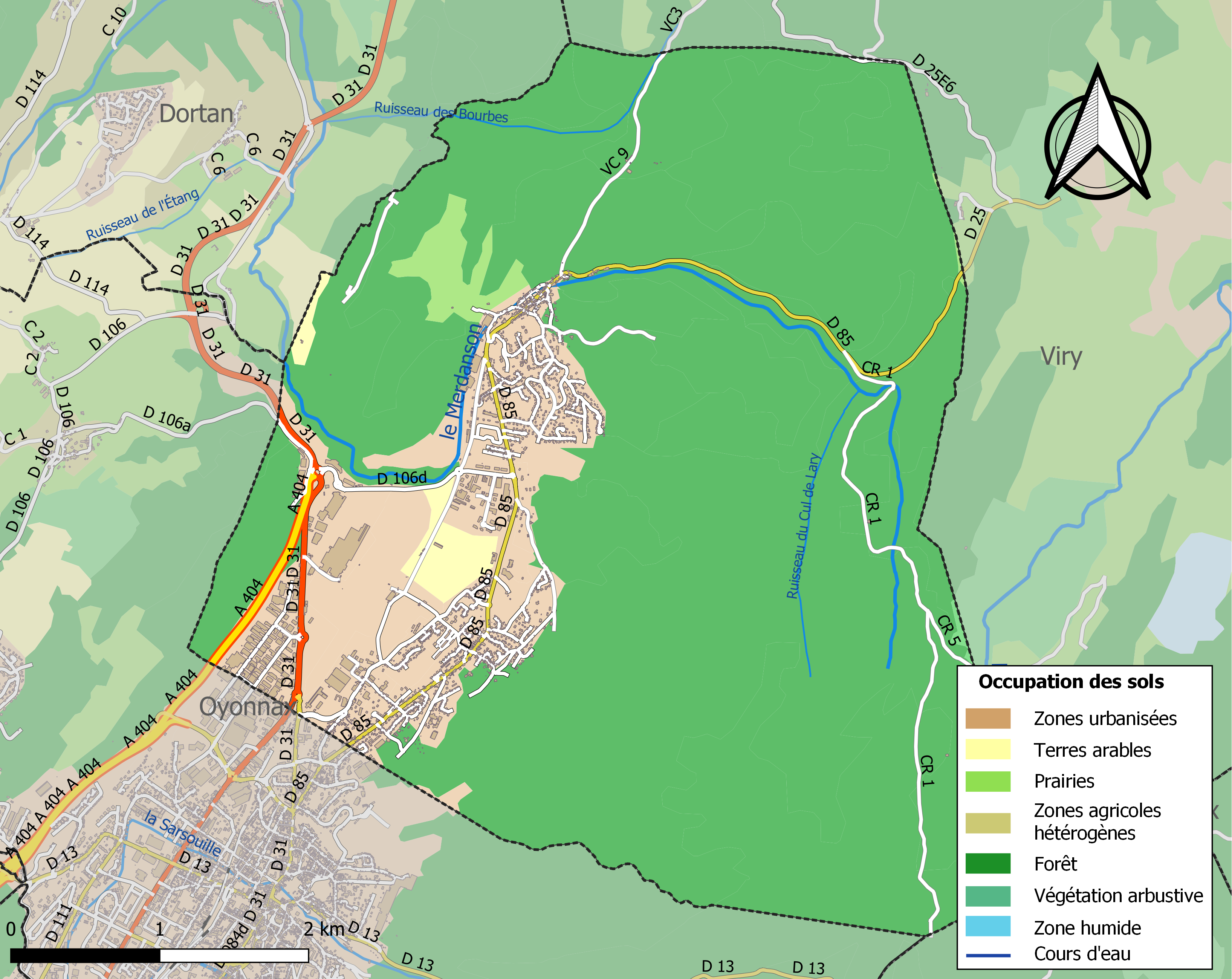

## Demografie
Onderstaande figuur toont het verloop van het inwoneraantal van Arbent vanaf 1968. De cijfers zijn afkomstig van het Frans bureau voor statistiek en bevatten geen dubbel getelde personen (zoals studenten en militairen).
Vanwege een beveiligingsprobleem met de MediaWiki Graph-software is het momenteel niet mogelijk deze grafiek weer te geven. Zodra de software is bijgewerkt zal de grafiek vanzelf weer zichtbaar worden.

## Afbeeldingen

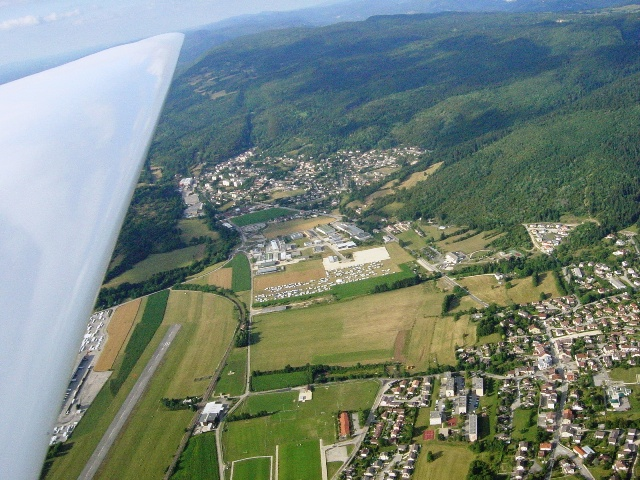
Luchtfoto
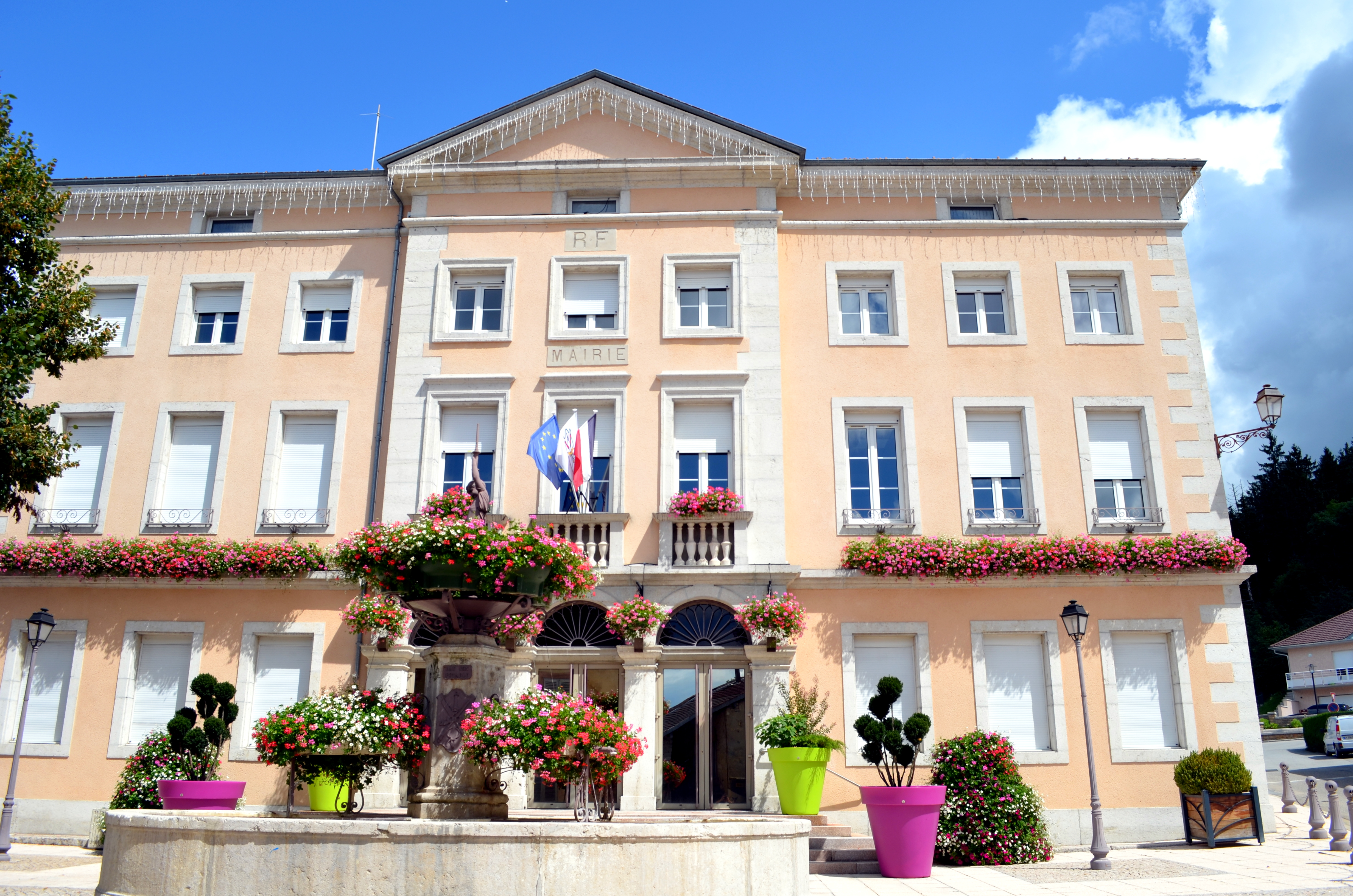
Gemeentehuis
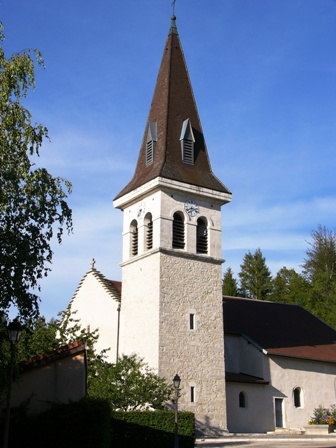
Kerk van Sint-Laurens
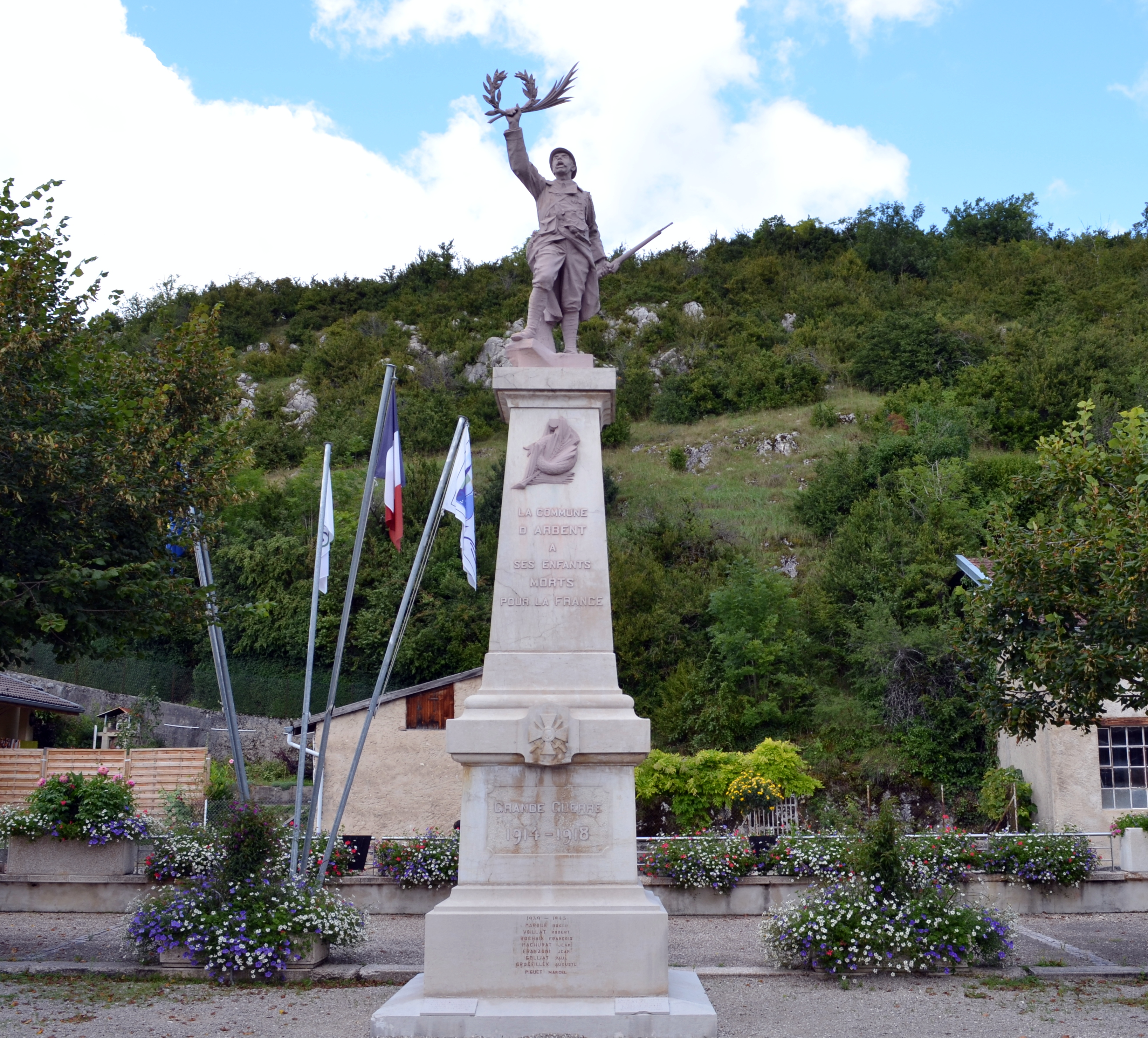
Monument voor de Eerste Wereldoorlog

## Geboren
- Louis Aleman (ca. 1390-1450), aartsbisschop en kardinaal